# Trattinnickia peruviana
Trattinnickia peruviana là một loài thực vật có hoa trong họ Burseraceae. Loài này được Loes. miêu tả khoa học đầu tiên năm 1906.